# Penedés (vino)
Penedés (en catalán Penedès) es una denominación de origen española que toma su nombre de la región catalana del Panadés. El área de cultivo es de 27 542 ha, comprende 47 términos municipales en el sur de la provincia de Barcelona, y 16 términos municipales en la provincia de Tarragona. 
Predomina en esta región la producción de cava. Además, son famosos sus vinos blancos. Son vinos ligeros, aromáticos, de poco cuerpo. También produce vino de aguja y rosado. Tiene una pequeña producción de vino tinto.

## Subzonas
Se divide en tres subzonas:
- Penedés Superior, situada en el interior y en la montaña. Es una subzona con escasa producción debido a las condiciones de cultivo, pero de una gran calidad.
- Penedés Medio, situada al sudeste y la de mayor producción.
- Penedés Inferior en la zona costera.

## El entorno
El suelo es rico en fósforo y bajo en potasio. Se trata de un terreno irregular, con pequeños cerros desde la orilla del mar hasta la montaña de Montserrat, con pequeños valles de los diferentes ríos. En las zonas de menor altitud predomina el terreno arenoso y en las más altas los terrenos calizos y la arcilla. 
La altitud va desde la costa hasta los 800 m sobre el nivel del mar de la subzona superior. 
La pluviometría es de alrededor de 500 mm de media y goza de un clima mediterráneo, cálido y suave y con muchas horas de insolación. Sin embargo, dada la gran variedad de zonas de cultivo las condiciones climatológicas varían notablemente de una zona a otra existiendo infinidad de microclimas.

## Denominación de origen
El Penedés es una denominación de origen protegida con registro en la Unión Europea desde 1986.Desde el 22 de junio de 2021, también cuenta con registro ante la Organización Mundial de la Propiedad Intelectual.

## Uvas

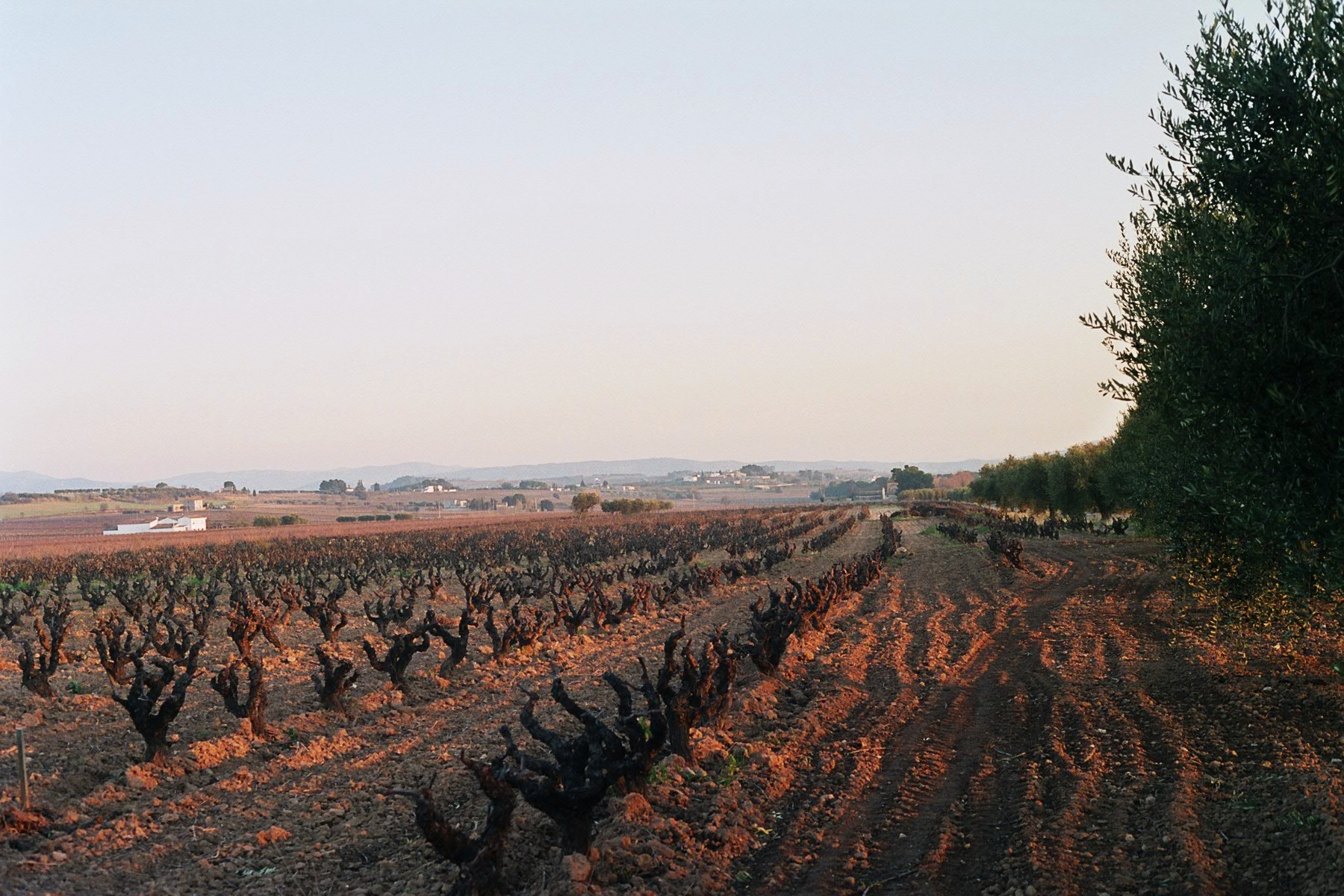
Viñedos en el Panadés.

- Cabernet sauvignon
- Cariñena
- Garnacha tinta
- Merlot
- Monastrell
- Tempranillo
- Charelo
- Macabeo
- Parellada

## Añadas
| - 1980 Buena - 1981 Buena - 1982 Muy buena - 1983 Buena - 1984 Muy buena - 1985 Excelente - 1986 Regular - 1987 Buena | - 1988 Muy buena - 1989 Muy buena - 1990 Muy buena - 1991 Buena - 1992 Buena - 1993 Muy buena - 1994 Muy buena - 1995 Muy buena | - 1996 Muy buena - 1997 Muy buena - 1998 Excelente - 1999 Muy buena - 2000 Muy buena - 2001 Muy buena - 2002 Buena - 2003 Muy buena | - 2004 Buena - 2005 Muy buena - 2006 Muy buena |

## Bodegas
- Grupo Codorniu

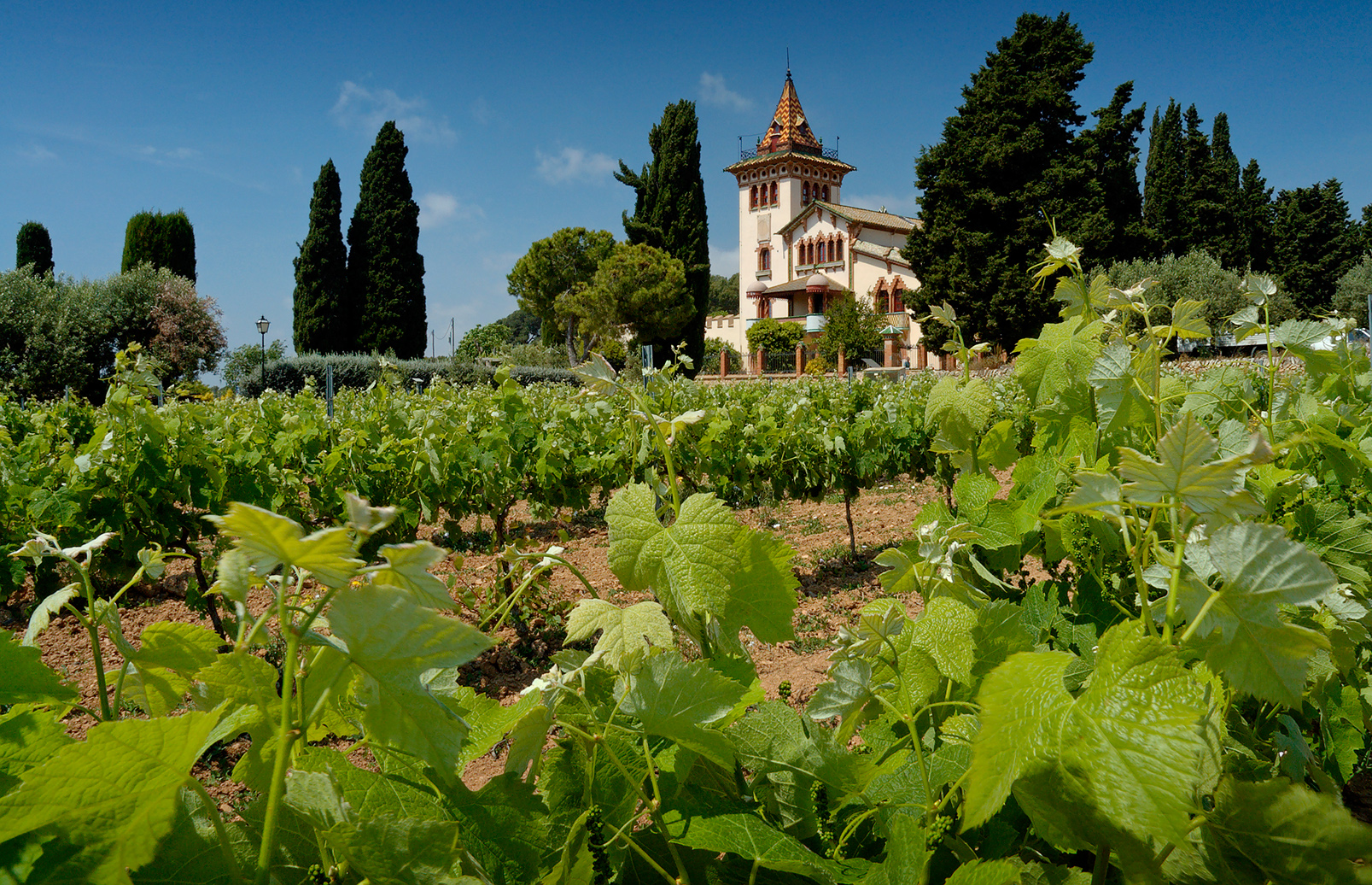
Clos de La Plana.

- Cellers Avgvstvs Forvm, S.A.
- Freixenet
- Vallformosa S.L.
- Alsina Sarda, S.L.
- Antonio Mascaró, S.L.U.
- Bodegas Torre del Veguer, S.L.
- Joan Segura Pujades
- Castellroig - Sabaté i Coca, S.A.
- Cellers Can Suriol SL
- COVIDES
- Jean Leon
- Joan Raventos Rosell, S.L.
- Josep María Raventos i Blanc, S.A.
- Josep Masachs, S.L.
- Juve y Camps, S.A.
- Llopart Cava, S.A.
- Bodegas Pinord, S.A.
- Bodegas Déu Subirana,
- Eudald Massana i Noya
- Torrallardona HNS. S.C.P.  Archivado el 3 de febrero de 2011 en Wayback Machine.
- Bodegas Torres [10]
- Can Ràfols dels Caus
- Vinya Escudé
- Caves Miquel Pons
- Caves Naveran
- Parés Baltà